# Sânpaul (okręg Kluż)
Sânpaul – wieś w Rumunii, w okręgu Kluż, w gminie Sânpaul. W 2011 roku liczyła 808 mieszkańców.